# Frauenfeldiella jamboolii
Frauenfeldiella jamboolii är en tvåvingeart som beskrevs av Grover 1969. Frauenfeldiella jamboolii ingår i släktet Frauenfeldiella och familjen gallmyggor. Inga underarter finns listade i Catalogue of Life.